# Rivecourt
Rivecourt és un municipi francès, situat al departament de l'Oise i a la regió dels Alts de França. L'any 2007 tenia 551 habitants.

## Demografia

### Població
El 2007 la població de fet de Rivecourt era de 551 persones. Hi havia 166 famílies de les quals 38 eren unipersonals (13 homes vivint sols i 25 dones vivint soles), 55 parelles sense fills, 59 parelles amb fills i 14 famílies monoparentals amb fills.
La població ha evolucionat segons el següent gràfic:
Habitants censats

### Habitatges
El 2007 hi havia 187 habitatges, 176 eren l'habitatge principal de la família i 11 estaven desocupats. 183 eren cases i 3 eren apartaments. Dels 176 habitatges principals, 150 estaven ocupats pels seus propietaris, 24 estaven llogats i ocupats pels llogaters i 2 estaven cedits a títol gratuït; 7 tenien dues cambres, 29 en tenien tres, 38 en tenien quatre i 102 en tenien cinc o més. 167 habitatges disposaven pel capbaix d'una plaça de pàrquing. A 67 habitatges hi havia un automòbil i a 102 n'hi havia dos o més.

### Piràmide de població
La piràmide de població per edats i sexe el 2009 era:
| Homes | Edats   | Dones |
| ----- | ------- | ----- |
| 0     | 95 o +  | 0     |
| 0     | 90 a 94 | 0     |
| 12    | 85 a 89 | 8     |
| 0     | 80 a 84 | 4     |
| 0     | 75 a 79 | 0     |
| 4     | 70 a 74 | 4     |
| 12    | 65 a 69 | 12    |
| 8     | 60 a 64 | 16    |
| 8     | 55 a 59 | 8     |
| 12    | 50 a 54 | 12    |
| 12    | 45 a 49 | 4     |
| 12    | 40 a 44 | 4     |
| 28    | 35 a 39 | 32    |
| 24    | 30 a 34 | 24    |
| 16    | 25 a 29 | 20    |
| 4     | 20 a 24 | 16    |
| 4     | 15 a 19 | 12    |
| 12    | 10 a 14 | 12    |
| 28    | 5 a 9   | 20    |
| 20    | 0 a 4   | 20    |

## Economia
El 2007 la població en edat de treballar era de 366 persones, 248 eren actives i 118 eren inactives. De les 248 persones actives 228 estaven ocupades (129 homes i 99 dones) i 20 estaven aturades (7 homes i 13 dones). De les 118 persones inactives 38 estaven jubilades, 26 estaven estudiant i 54 estaven classificades com a «altres inactius».

### Ingressos
El 2009 a Rivecourt hi havia 167 unitats fiscals que integraven 426 persones, la mediana anual d'ingressos fiscals per persona era de 22.349 €.

### Activitats econòmiques
Dels 18 establiments que hi havia el 2007, 1 era d'una empresa extractiva, 1 d'una empresa alimentària, 5 d'empreses de construcció, 3 d'empreses de comerç i reparació d'automòbils, 1 d'una empresa de transport, 2 d'empreses d'hostatgeria i restauració, 4 d'empreses de serveis i 1 d'una entitat de l'administració pública.
Dels 5 establiments de servei als particulars que hi havia el 2009, 1 era un paleta, 1 guixaire pintor, 1 fusteria, 1 lampisteria i 1 electricista.
Dels 3 establiments comercials que hi havia el 2009, 1 era una botiga de menys de 120 m², 1 una botiga de roba i 1 una botiga d'electrodomèstics.

## Poblacions més properes
El següent diagrama mostra les poblacions més properes.